# Josef Pichler
Pas d'image ? Cliquez ici
Josef Pichler (également Pseirer Josele ou Pseyrer Josele, né en 1765 à St Leonhard in Passeier et mort le 1er mai 1854 à Schluderns) était un chasseur de chamois et alpiniste du sud-tyrol. Il fut le premier à avoir effectué l'ascension de l'Ortles.

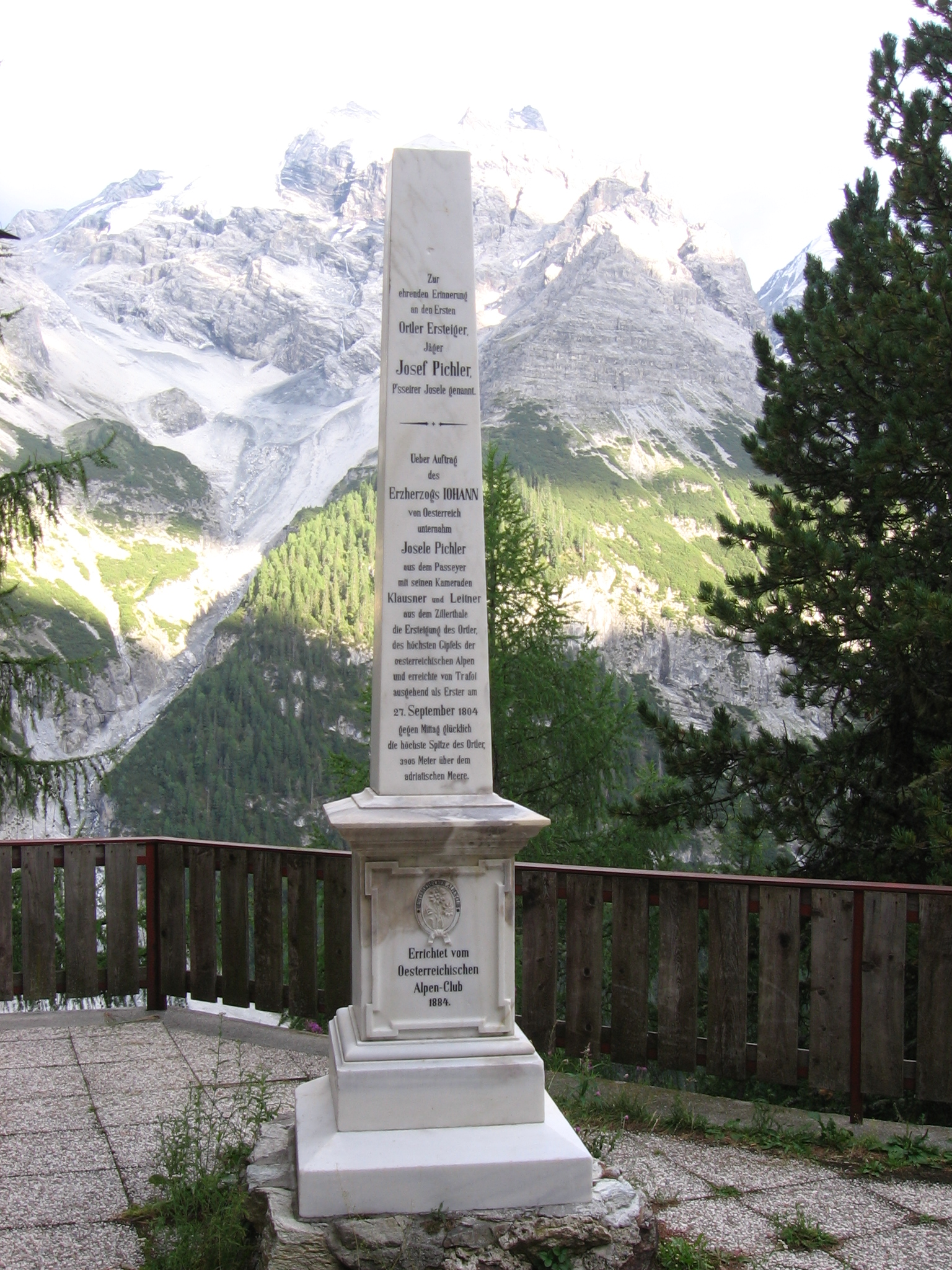
L'Obélisque dans la Stilfser-Joch-Straße, avec l'Ortler en fond.